# Kering
Kering, tidigare PPR (Pinault-Printemps-Redoute), är ett franskt holdingbolag som specialiserar sig på handel och lyxvaror. Huvudkontoret ligger i Paris. Det grundades av François Pinault 1963 och leds sedan 2005 av François-Henri Pinault. År 2005 byttes företagsnamnet till förkortningen PPR istället för det utskrivna Pinault-Printemps-Redoute. Den 22 mars 2013 meddelade PPR att man skulle byta namn och hädanefter gå under namnet Kering.
Kering äger bland andra Gucci.

## Finansiella data
| År                                   | 2002   | 2003   | 2004   | 2005   | 2006   | 2007   | 2008   | 2009   |
| ------------------------------------ | ------ | ------ | ------ | ------ | ------ | ------ | ------ | ------ |
| Försäljning                          | 24 360 | 27 354 | 24 213 | 17 766 | 17 931 | 17 761 | 20 201 | 16 525 |
| EBITDA                               | 2 282  | 1 753  | 1 939  | 1 478  | 1 540  | 2 096  | 2 140  | 1 790  |
| Netto Resultat andel av hela gruppen | 1 589  | 644    | 940    | 535    | 680    | 1 058  | 924    | 985    |
| Netto Skuld                          | 3 304  | 5 032  | 4 561  | 4 584  | 3 461  | 6 121  | 5 510  | 4 367  |

Källa:'OpesC'

## Tidigare ägda dotterbolag
- Rexel
- Guilbert
- Printemps - Paris motsvarighet till Stockholms NK
- Pinault
- Kadeos
- Bédat & Co - såldes 25 februari 2009 till Malaysiska Sdn Bhd tillsammans med Viviane Fankhauser

Främsta konkurrenter är bolagen:
- LVMH - även börsnoterat på Paris börsen CAC
- Richemont - även börsnoterat på Schweiz börsen